# Lex Vrbětice
Zákon o jednorázovém odškodnění subjektů dotčených mimořádnou událostí v areálu muničních skladů Vlachovice-Vrbětice a o změně některých zákonů (Lex Vrbětice) byl přijat Parlamentem České republiky v roce 2021 a vyhlášen ve Sbírce zákonů pod číslem 324/2021 Sb. Upravuje podmínky poskytnutí a výši jednorázového odškodnění územních samosprávných celků a fyzických osob v souvislosti s mimořádnou událostí v areálu muničních skladů Vlachovice-Vrbětice.